# Lijst van voetbalinterlands Bahama's - Dominicaanse Republiek (vrouwen)
Deze lijst van voetbalinterlands is een overzicht van alle officiële voetbalinterlands tussen de nationale vrouwenteams van de Bahama's en de Dominicaanse Republiek. De landen hebben tot nu toe één keer tegen elkaar gespeeld.

## Wedstrijden
| № | Plaats   | Datum        | Competitie                                               | Wedstrijd                         | Uitslag |
| - | -------- | ------------ | -------------------------------------------------------- | --------------------------------- | ------- |
| 1 | onbekend | 12 juli 2002 | Noord-Amerikaans kampioenschap voetbal 2002 kwalificatie | Dominicaanse Republiek − Bahama's | 3 − 0   |

## Samenvatting
| Competitie                                          | Totaal gespeeld | Winst Bahama's | Gelijk | Winst Dominicaanse Republiek | Doelsaldo Bahama's – Dominicaanse Republiek |
| --------------------------------------------------- | --------------- | -------------- | ------ | ---------------------------- | ------------------------------------------- |
| Noord-Amerikaans kampioenschap voetbal kwalificatie | 1               | 0              | 0      | 1                            | 0 − 3                                       |
| Totaal                                              | 1               | 0              | 0      | 1                            | 0 − 3                                       |